# Eriopyga purpurigera
Eriopyga purpurigera är en fjärilsart som beskrevs av Achille Guenée 1852. Eriopyga purpurigera ingår i släktet Eriopyga och familjen nattflyn. Inga underarter finns listade i Catalogue of Life.